# Бочорма
Крепость Бочорма (груз. ბოჭორმის ციხე) — средневековый архитектурный комплекс в восточной Грузии, расположенный в Тианетском муниципалитете (мхаре Кахетия). Расположенный на высокой горе у реки Иори он состоит из замка и купольной двенадцатиугольной церкви, датируемой X веком, а также ещё одной небольшой зальной церкви и некоторых других вспомогательных сооружений. Все строения внутри комплекса находятся в полуразрушенном состоянии или значительно повреждены. Все они занесены в список недвижимых памятников культуры национального значения Грузии.

## Архитектура
Комплекс Бочорма расположен в 2 км к востоку от современного посёлка Бочорма, на левом берегу реки Иори, с видом на её долину с 300-метрового горного хребта, на юго-западных склонах хребта Цив-Гомбори. Крепость относительно доступна с восточной стороны. В иных местах её стены следуют за неровной горной местностью, делая большую часть окружающей среды своей естественной защитой. Крепость занимает площадь в 1,5 гектара. Её внутренняя часть находится на неровной грунтовой поверхности и окружена высокой навесной стеной с башнями. В цитадели расположена купольная церковь святого Георгия, дворец, небольшая зальная церковь, цилиндрическая башня и некоторые другие вспомогательные сооружения.
Церковь Святого Георгия, купольное здание с шестью апсидами, первоначально была построена в X или XI веке и с тех пор несколько раз реконструировалась. Возведённые из песчаника, как внутренние, так и внешние стены были когда-то облицованы обработанными каменными плитами. Входы в церковь расположены в юго-западной и северо-западной апсидах. Юго-западное крыльцо увенчано колокольней, которая является пристройкой XVII века. Алтарная апсида ограничена кирпичным иконостасом XVIII века. Каждая грань двенадцатиугольной в плане церкви увенчана скатной крышей. Основание купола, ныне находящегося в руинах, пронизано шестью окнами. Интерьер украшают фрески, которые, судя по стилю росписи, датируются началом XII века и находятся в плачевном состоянии. Они включают в себя сцены из жизни Иисуса и святого Георгия, а также портреты различных святых. В нижней части северо-восточной апсиды церкви находится изображение человека, отождествляемого с царём Грузии Давидом IV Строителем, правившего в 1089—1125 годах. Он стоит рядом с изображением византийского императора Константина I Великого и его матери Елены. Иконография иллюстрирует продвижение Давидом IV своего статуса христианского монарха и претензии на символическую преемственность византийского императора в регионе, которым он завладел лишь в 1104 году.
Соседняя небольшая зальная церковь имеет размеры 4,7 на 3,7 метров и построена из булыжника. Она представляет собой позднесредневековое сооружение с полукруглой апсидой и дверным проёмом, выходящим на юг.

## История
Крепость Бочорма впервые упоминается в средневековых грузинских хрониках, рассказывающих с вторжении Саджидов в Грузию в 914 году. Когда армия Саджидов подошла к Бочорме, тогда служившей одной из главных крепостей Шекинского царства, она была оставлена без боя, в отличие от более ранней упорной обороны крепости Уджарма. Позднее Бочорма была захвачена Шуртой, отвергнутым братом Квирика II, правившего Кахетией в 929—976 годах, и передана им Георгию II, царю Абхазии. Крепость вскоре вновь перешла в руки кахетинцев, но они уступили её Баграту III, царю Грузии, в войне 1008—1010 годов. В 1069 году Баграт IV, царь Грузии, обменял Бочорму и Уджарму у Агсартана I Кахетинского на пленного эмира Фадла ибн Мухаммада Арранского, которого Баграт IV хотел оставить у себя в плену. Крепость Бочорма была в хорошем состоянии в XVIII веке, будучи отремонтированной при царе Грузии Ираклии II в 1749 году.